# Paul Steiner
Paul Steiner (Waldbrunn, 23 januari 1957) is een Duits voormalig voetballer en scout die speelde als verdediger.

## Carrière
Steiner speelde van 1975 tot 1979 voor Waldhof Mannheim daarvoor speelde hij in de jeugd van TSV Strümpfelbrunn. Hij speelde van 1979 tot 1981 voor MSV Duisburg en verhuisde in 1981 naar 1. FC Köln. Met Keulen veroverde hij de beker in 1983, hij hield het in 1991 voor bekeken.
Hij speelde een interland voor Duitsland en nam met het nationale team deel aan het WK voetbal 1990 waar ze wereldkampioen werden.
Hij werd na zijn spelerscarrière scout bij Bayer 04 Leverkusen van 1998 tot 2008 en later van 2008 tot 2011 bij 1. FC Köln.

## Erelijst
- 1. FC Köln
  - DFB-Pokal: 1983
- West-Duitsland
  - WK voetbal:  WK voetbal 1990

1 Illgner ·
2 Reuter ·
3 Brehme ·
4 Kohler ·
5 Augenthaler ·
6 Buchwald ·
7 Littbarski ·
8 Häßler ·
9 Völler ·
10 Matthäus  ·
11 Mill ·
12 Aumann ·
13 Riedle ·
14 Berthold ·
15 Bein ·
16 Steiner ·
17 Möller ·
18 Klinsmann ·
19 Pflügler ·
20 Thon ·
21 Hermann ·
22 Köpke ·
Coach: Beckenbauer